# Poetry in Motion
«Poetry in Motion» — песня и сингл Джонни Тиллотсона, поднявшаяся на верхние строчки чартов в США и Великобритании.

## Создание
Песня была написана Полом Кауфманом и Майклом Энтони. Вдохновением для написания песни стали девушки из соседней школы, ежедневно проходящие мимо по тротуару. Билл Портер руководил записью в Нэшвилле, штат Теннесси, в которой участвовали саксофонист Бутс Рэндольф и пианист Флойд Крамер. Альтернативный вариант композиции, с Кингом Кёртисом на саксофоне, был записан несколькими неделями ранее и опубликован Bear Family Records лишь в 2011 году. В США в чарте Billboard Hot 100, «Billboard Hot 100» достигла второй строчки в ноябре 1960 года; в UK Singles Chart песня стала хитом № 1 в январе 1961 года.

## Кавер-версии
Кавер-версия «Poetry in Motion» была записана Бобби Ви в 1961 году. Другой кавер был записан чилийским певцом Пэтом Генри. Чешской певицей Мари Пойкаровой была записана кавер-версия под названием «Pejskové se koušou» («Собаки грызут друг друга»). В 1982 году свою версию песни выпустила группа Mud[значимость факта?].

## Позиции в чартах
| Чарт (1960)                        | Высшая позиция |
| ---------------------------------- | -------------- |
| US Billboard Top 100 Singles       | 2              |
| US Billboard R&B Singles           | 27             |
| Belgian Ultratop 50 (predecessor)  | 9              |
| German Media Control Charts        | 38             |
| Dutch Singles Charts (predecessor) | 14             |
| Norwegian VG-Lista Charts          | 4              |
| U.K. Singles Charts                | 1              |